# Добжинювка (Білостоцький повіт)
Добжинювка (пол. Dobrzyniówka) — село в Польщі, у гміні Заблудів Білостоцького повіту Підляського воєводства.
Населення — 783 особи (2011).
У 1975-1998 роках село належало до Білостоцького воєводства.

## Демографія
Демографічна структура станом на 31 березня 2011 року:
|          | Загалом | Допрацездатний вік | Працездатний вік | Постпрацездатний вік |
| -------- | ------- | ------------------ | ---------------- | -------------------- |
| Чоловіки | 396     | 89                 | 274              | 33                   |
| Жінки    | 387     | 94                 | 225              | 68                   |
| Разом    | 783     | 183                | 499              | 101                  |